# Cornell Borchers
Pour les articles homonymes, voir Borchers.
Cornell Borchers est une actrice allemande née à Šilutė, territoire de Memel (Lituanie), le 16 mars 1925, et morte à Munich le 12 mai 2014.

## Biographie
Elle effectue une première année de médecine à l'université de Göttingen en 1945-46 puis se tourne vers le théâtre et fréquente des cours de comédie pendant deux ans. Le réalisateur Arthur Maria Rabenalt l'amène vers le cinéma en décembre 1948 avec Anonyme Briefe et Martina. Devenue célèbre, elle conservera son nom, Cornell Borchers, même à Hollywood et en Angleterre..
Son troisième film, La Ville écartelée, co-produit en 1950 par les Anglo-américains dans un Berlin en ruines, comme partenaire de Montgomery Clift lui ouvre une carrière internationale. Ce n'est toutefois d'abord qu'un contrat décevant avec la 20th Century Fox, et elle apparaît encore surtout dans des productions allemandes.
Mais après avoir été récompensée d'un British Film Academy Award en 1955 pour son rôle de mère adoptive dans Les hommes ne comprendront jamais, elle reçoit de nouvelles propositions d'Hollywood, et signe un contrat avec les Universal Studios : on la voit tourner aux côtés de Rock Hudson et d’Errol Flynn dans divers mélodrames : Ne dites jamais adieu et Istanbul. Ses engagements en Allemagne sont confinés à des films de terroir comme Rot ist die Liebe (1956), où elle interprète l'amour de jeunesse du poète Hermann Löns, interprété par Dieter Borsche.
Cornell Borchers, mariée en premières noces avec le comédien anglais Bruce Cunningham, s'était remariée avec le producteur allemand Toni Schelkopf. Elle mit un terme à sa carrière en 1959 pour se consacrer entièrement à sa famille, et ne quitta plus sa maison du Lac de Starnberg.

## Filmographie
- 1949 : Anonyme Briefe : Cornelia
- 1949 : Martina : Irene
- 1950 : Absender unbekannt : Dr. Elisabeth Markert
- 1950 : 0 Uhr 15, Zimmer 9
- 1950 : La Ville écartelée (The Big Lift) : Frederica Burkhardt
- 1950 : Die Lüge : Ellen, seine Tochter
- 1951 : Rêves mortels (Die Tödlichen Träume) : Angelika / Inez / Lisette / Maria
- 1951 : Unvergängliches Licht : Michèle Printemps
- 1951 : Das ewige Spiel : Marie Campenhausen
- 1951 : Schwarze Augen : Helene Samboni
- 1952 : Abenteuer in Wien : Karin Manelli
- 1952 : Haus des Lebens : Dr. Elisabeth Keller
- 1954 : Schule für Eheglück : Regine
- 1954 : Maxie : Nora, seine Frau
- 1954 : Les Hommes ne comprendront jamais (The Divided Heart) : Inga Hartl
- 1955 : Oasis : Karine Salstroem
- 1956 : Ne dites jamais adieu (Never Say Goodbye) : Lisa Gosting
- 1957 : Istanbul : Stephanie Bauer / Karen Fielding
- 1957 : Rot ist die Liebe : Rosemarie
- 1958 : Flood Tide (en) : Anne Gordon
- 1959 : Arzt ohne Gewissen : Harriet Owen